# Хантавирусный кардиопульмональный синдром
Хантавирусный кардиопульмональный синдром (хантавирусный пульмональный синдром) — группа клинически схожих заболеваний, вызываемых различными видами Хантавирусов на территории Северной и Южной Америки. Впервые заболевание было зарегистрировано в 1993 году в Соединённых Штатах Америки, в регионе Четыре Угла. Передаётся человеку через вдыхание помёта или органических жидкостей грызунов подсемейства Sigmodontinae. Имеются свидетельства передачи заболевания через укусы грызунов, также редко, но встречается передача от человека к человеку.

## История
Хантавирусный кардиопульмональный синдром был обнаружен в 1993 году в юго-западной части США, в регионе «Четыре Угла». Заболевание было описано доктором Брюсом Темпестом, после того как в клинике скончался молодой здоровый человек, попавший в больницу с затруднённым дыханием. Врачи пытались спасти его жизнь, купируя симптомы, но юноша скоропостижно скончался. Расследование его смерти показало, что недавно от схожих симптомов умерла его девушка и ещё пять человек в регионе. Центр по контролю и профилактике заболеваний США начал полноценное изучение проблемы и вскоре обнаружил источник заболевания. В первое время его называли Four Corners disease (с англ. — «Болезнь Четырёх Углов»). Однако позже, в связи с протестами коренного населения, которое опасалось негативного влияния на репутацию региона, название было изменено на Sin Nombre virus (в переводе с испанского «безымянный вирус»).

## Эпидемиология
По оценке всемирной организации здравоохранения, на территории США, средняя смертность от заболевания хантавирусным кардиопульмональным синдромом составляет более 50 %.
Заболевание распространено на всей территории Соединённых Штатов. На сегодняшний момент зарегистрировано 13 вирусов, зарегистрированных Международным комитетом по таксономии вирусов(ICTV), вызывающих данное заболевание:
| Наименование              | Территория распространения | Переносчик |
| ------------------------- | --- | --- |
| Andes virus — вирус Андес | Распространён на территории Южной Америки, преимущественно в Аргентине, Чили, Боливии и Бразилии.                                     | Длиннохвостый рисовый хомячок (Oligoryzomys longicaudatus) |
| Bayou virus               | Распространён на территории южных штатов США.                                                                                         | Щетинистый хлопковый хомяк (Sigmodon hispidus), Белоногий хомячок (Peromyscus leucopus), Рыжий полевой хомячок (Reithrodontomys fulvescens) и Северный карликовый хомячок (Baiomys taylori) |
| Black Creek Canal virus   | Распространён в южной части США, чаще всего, заболевание встречаются в штате Флорида.                                                 | Щетинистый хлопковый хомяк (Sigmodon hispidus) |
| Cano Delgadito virus      | Распространён на территории Южной Америки, наибольшее количество заражений зарегистрировано в Венесуэле на территории Льянос-Ориноко. | Хлопковый хомяк Элстона (Sigmodon alstoni) |
| El Moro Canyon virus      | Распространён на территории США, самые частые заражения вирусом встречаются на территории штатов Невада и Северная Дакота.            | Западная луговая мышь (Reithrodontomys megalotis) |
| Isla Vista virus          | Распространён на территории Северной Америки, чаще всего встречается в штате Калифорния.                                              | Калифорнийская полёвка (Microtus californicus) |
| Laguna Negra virus        | Hаспространён на территории Южной Америки, заражения вирусом чаще всего встречаются на территории Парагвая, Боливии и Бразилии.       | Малый вечерний хомячок (Calomys laucha) |
| Muleshoe virus            | Распространён в южных штатах США, чаще всего встречается на территории Техаса.                                                        | Щетинистый хлопковый хомяк (Sigmodon hispidus) |
| New York virus            | Наиболее распространён в северо-западной части Северной Америки.                                                                      | Белоногий хомячок (Peromyscus leucopus) |
| Prospect Hill virus       | Распространён на большей части территории Северной Америки.                                                                           | Калифорнийская полёвка (Microtus californicus), красная полёвка и олений хомячок |
| Rio Mamore virus          | Распространён на территории Южной Америки, наибольшее число заболеваний встречается в Боливии.                                        | Короткоухий рисовый хомячок (Oligoryzomys microtis) |
| Rio Segundo virus         | Распространён на территории Латинской Америки, чаще всего встречается в Коста-Рике и Мексике.                                         | Reithrodontomys mexicanus |
| Sin Nombre virus          | Распространён на большей части территории Северной Америки                                                                            | Олений хомячок |

## Клинические проявления
В среднем инкубационный период после попадания вируса в организм длится 21 день. Для Andes virus период варьируется от 11 до 32 дней, а для вируса Sin nombre virus от 9 до 33.
Заболевание чаще всего проходит в несколько этапов. Первоначально симптомы ничем не отличимы от обычной простуды — повышение температуры тела, лихорадки, респираторных симптомов (кашель, осложнение дыхания), миалгии и общей слабости. Сердечно-лёгочные симптомы проявляются во вторую фазу и отличается резким ухудшением здоровья — простой кашель и осложнённое дыханье перерастают в гипоксемию, шок и сердечную недостаточность. Большинство смертей от хантавирусного кардиопульмонального синдрома происходит именно во время этой фазы, часто — в течение 48 часов после первых признаков ухудшения. Эта фаза характерна повреждением сосудов со внутренним кровотечением, которое приводит к интерстициальному пневмониту, отекам, воспалению тканей, отложениям фибрина и образованию гиалиновых мембран в лёгочной ткани.